# القاع (مكيراس)

تعديل مصدري - تعديل

القاع هي إحدى قرى عزلة مكيراس بمديرية مكيراس التابعة لمحافظة البيضاء، بلغ تعداد سكانها 388 نسمة حسب تعداد اليمن لعام 2004.